# The Eagle (telessérie)
Ørnen: En krimi-odyssé (em inglês The Eagle: A Crime Odyssey) é uma série policial dinamarquesa do gênero drama, criada e escrita por Peter Thorsboe e Mai Brostrom.

## Produção
A série foi filmada em várias partes do norte da Europa, como Berlim (Alemanha), Copenhaga (Dinamarca), Oslo (Noruega) e outros locais, incluindo Islândia. Foi produzida pela rede de televisão DR, e estreou em 10 de outubro de 2004, seu último episódio foi ao ar na Dinamarca em 26 de novembro de 2006.

## Elenco
- Jens Albinus ... Hallgrim Ørn Hallgrimsson (2004–2006)
- Marina Bouras ... Marie Wied (2004–2006)
- Steen Stig Lommer ... Villy Frandsen (2004–2006)
- Susan A. Olsen ... Ditte Hansen (2004–2006)
- Janus Nabil Bakrawi ... Nazim Talawi (2004–2006)
- David Owe ... Michael Kristensen (2004–2006)
- Ghita Nørby ... Thea Nellemann (2004–2006)
- Henrik Lykkegaard ... Jens Hansen (2004–2006)
- Morten Lützhøft ... Holsøe (2004–2006)
- Kristian Wanzl ... Gustav (2005)

## Prêmios
| Ano  | Prêmio             | Categoria              | Resultado |
| ---- | ------------------ | ---------------------- | --------- |
| 2005 | Emmy Internacional | Melhor série dramática | Venceu    |